# Jason Myers
Pour les articles homonymes, voir Myers.
(en) Statistiques sur pro-football-reference
Jason Myers, né le 12 mai 1991 à Chula Vista en Californie, est un joueur professionnel américain de football américain évoluant au poste de kicker.
Il débute dans la National Football League (NFL) pour la franchise des Jaguars de Jacksonville de 2015 à 2017. Il joue ensuite pour les Jets de New York en 2018 puis chez les Seahawks de Seattle en 2019.
Il a joué au niveau universitaire dans la NCAA Division I FCS pour les Red Foxes (en) de l'université Mariste (en).

## Carrière professionnelle
Non sélectionné lors de la draft 2013 de la NFL, Myers joue pour les Rattlers de l'Arizona et les SaberCats de San José en Arena Football League au cours de la saison 2014.
Le 3 mars 2015, Myers signe avec les Jaguars de Jacksonville un contrat de trois ans d'une valeur de 1 575 000 de dollars. Au mois d'août, les Jaguars annoncent que Myers prend le rôle de kicker titulaire de l'équipe après le transfert de Josh Scobee (en) aux Steelers de Pittsburgh. Au cours de la saison 2016, Myers domine la ligue avec le plus grand nombre de tentatives de field goal au-dessus de 50 yards (12), dont 7 réussis. De plus, Myers est nommé « spécialiste des kickoffs de l'année » après avoir obtenu un taux de touchbacks à 78 %.
Le 17 octobre 2017, Myers est libéré par les Jaguars après avoir raté trois longs field goals, dont deux de 54 yards, au cours de la 6e semaine contre les Rams de Los Angeles.
Le 3 janvier 2018, Myers signe un contrat d'un an, d'une valeur de 705 000 dollars avec les Seahawks de Seattle. Le 20 août, il est libéré par les Seahawks, ayant perdu le poste de titulaire au profit du vétéran Sebastian Janikowski.
Le 21 août 2018, Myers est engagé par les Jets de New York. Il devient leur kicker titulaire après que Taylor Bertolet (en) ait été libéré après la pré-saison. Le 14 octobre, Myers bat le record de cette franchise en inscrivant sept field goals contre les Colts d'Indianapolis dans la victoire de 42 à 34. Sa performance lui vaut le titre de meilleur joueur de la semaine des équipes spéciales de l'AFC. Myers est sélectionné dans l'équipe AFC du Pro Bowl 2019 pour ses performances lors de la saison 2018.
Le 14 mars 2019, Myers signe un contrat de 15,45 millions de dollars sur quatre ans avec les Seahawks de Seattle.
Le 3 novembre 2019, Myers manque deux field goals contre les Buccaneers de Tampa Bay, y compris un botté potentiellement gagnant à la fin de la période réglementaire. Néanmoins, les Seahawks s'imposent en prolongation, 40 à 34. La semaine suivante, le 11 novembre, lors d'un match du lundi, Myers réussit ses deux field goals, y compris le gagnant de 42 yards en prolongation, pour la victoire des Seahawks contre les 49ers de San Francisco au score de 27 à 24.

## Statistiques
| Année         | Équipe                  | MJ            |        | Field goals | Field goals | Field goals | Field goals |         | Extra Points | Extra Points | Extra Points |
| Année         | Équipe                  | MJ            | Tentés | Réussis     | %           | Long        | Tentés      | Réussis | %            |              |              |
| 2015          | Jaguars de Jacksonville | 16            | 30     | 26          | 86,7        | 58          | 39          | 32      | 82,1         |              |              |
| 2016          | Jaguars de Jacksonville | 16            | 34     | 27          | 79,4        | 56          | 32          | 29      | 90,6         |              |              |
| 2017          | Jaguars de Jacksonville | 6             | 15     | 11          | 73,3        | 47          | 17          | 15      | 88,2         |              |              |
| 2018          | Jets de New York        | 16            | 36     | 33          | 91,7        | 56          | 33          | 30      | 90,9         |              |              |
| 2019          | Seahawks de Seattle     | 16            | 28     | 23          | 82,1        | 54          | 44          | 40      | 90,9         |              |              |
| 2020          | Seahawks de Seattle     | 16            | 24     | 24          | 100         | 61          | 53          | 49      | 92,5         |              |              |
| Totaux en NFL | Totaux en NFL           | Totaux en NFL | 167    | 144         | 86,2        | 61          | 218         | 195     | 89,4         |              |              |

| Année         | Équipe              | MJ            |        | Field goals | Field goals | Field goals | Field goals |         | Extra Points | Extra Points | Extra Points |
| Année         | Équipe              | MJ            | Tentés | Réussis     | %           | Long        | Tentés      | Réussis | %            |              |              |
| 2019          | Seahawks de Seattle | 2             | 4      | 2           | 50          | 49          | 4           | 4       | 100          |              |              |
| 2020          | Seahawks de Seattle | 1             | 2      | 2           | 100         | 52          | 2           | 2       | 100          |              |              |
| Totaux en NFL | Totaux en NFL       | Totaux en NFL | 6      | 4           | 66,6        | 52          | 6           | 6       | 100          |              |              |